# Microrégion d'Almenara
Pour les articles homonymes, voir Almenara.
La microrégion d'Almenara est l'une des cinq microrégions qui subdivisent la mésorégion du Jequitinhonha, dans l'État du Minas Gerais au Brésil.
Elle comporte 16 municipalités qui regroupaient 175 070 habitants en 2006 pour une superficie totale de 15 452 km2.

## Municipalités[1]
- Almenara
- Bandeira
- Divisópolis
- Felisburgo
- Jacinto
- Jequitinhonha
- Joaíma
- Jordânia
- Mata Verde
- Monte Formoso
- Palmópolis
- Rio do Prado
- Rubim
- Salto da Divisa
- Santa Maria do Salto
- Santo Antônio do Jacinto